# Almería Western Film Festival
El Almería Western Film Festival (AWFF) es un festival de cine temático celebrado anualmente en el municipio español de Tabernas fundado en 2011. El festival está dedicado a la proyección y promoción del cine western, género profundamente ligado a la zona, especialmente en las décadas de los 60 y 70, por sus localizaciones de paisajes desérticos. Así, el desierto de Tabernas, parte de la demarcación paisajística Andarax y Campo de Tabernas, ha sido identificado formalmente como paisaje cultural recreadoy reconocido en 2020 por la Academia del Cine Europeo como tesoro de la cultura europea cinematográfica, que enfatiza su íntima relación con el subgénero Spaguetti Western
El programa del festival, aparte de proyecciones de clásicos del género, incluye producciones modernas y cortometrajes, nacionales a e internacionales, premios, homenajes a figuras relevantes, conferencias, exposiciones y espectáculos que se reparten en varias sedes: el teatro municipal de Tabernas y algunos de los más populares escenarios de rodajes cinematográficos de la zona, como Fort Bravo/Texas Hollywood, Oasys MiniHollywood o Western Leone. Desde 2014 el festival es organizado por el ayuntamiento del municipio de Tabernas.

## Historia
El festival nace de la semilla del festival de cortometrajes organizado en 2009, 2010y 2011 por la entonces existente escuela taller de cine de Tabernas. En 2011 surge como un festival completamente nuevo con el formato actual que alterna sedes en la localidad de Tabernas con los parques temáticos/lugares de rodaje de la zona. En tal fecha, las sedes fueron el teatro municipal y el parque temático  Fort Bravo/Texas Hollywood.
Durante sus 14 ediciones (a fecha de 2024) ha estado dirigido por César Méndez, Eduardo Trías, Margaret von Schiller, Juan Francisco Viruegay Guillermo de Oliveira.

## Actividades en el marco del AWFF
La fiesta anual de Tabernas comienza con un colorido pistoletazo de salida, en el que todos los escolares ataviados con trajes del Oeste conquistan las calles  junto con los invitados y organizadores en carruajes y caballos. Es tradicional la competición entre bares y restaurantes por la tapa más popular, las presentaciones de libros temáticos, los conciertos y los talleres. Exposiciones relacionadas con el Western. Las charlas con invitados completan el variado programa y hacen del festival una experiencia cultural para todos los públicos.

## Premios
El festival tiene tres tipos de premios: de sección oficial (largometrajes y cortometrajes), honoríficos y otros:

### Sección oficial de largometrajes
- - Premio a la mejor película de Almería Western Film Festival
  - Premio a la mejor interpretación femenina
  - Premio a la mejor interpretación masculina
  - Mención especial del jurado a la mejor interpretación
  - Premio Carlo Simi a la contribución técnico-artística al género wéstern
  - Premio del público al mejor largometraje

### Sección oficial de cortometrajes
- - Premio al mejor cortometraje
  - Mención especial del jurado al mejor cortometraje
  - Premio del público al mejor cortometraje

### Premios honoríficos
- - Premio Tabernas de Cine - Premio a una de las grandes personalidades del western rodado en Tabernas.
  - Premio Spirit of the West - Premio a los cineastas que han contribuido a la preservación y renovación del western en las últimas décadas.
  - Premio Desierto de Tabernas -  Se concede este premio para reconocer el compromiso con el arte cinematográfico y la contribución a la difusión del desierto de Tabernas como icono cinematográfico.
  - Premio a la Difusión del Género Western - premio para reconocer la labor de historiadores, escritores y periodistas que, con su trabajo, hayan promovido la difusión del género western, especialmente en relación con Tabernas y la provincia de Almería.
  - Premio Leone in Memoriam - El AWFF ha concedido este galardón en ediciones anteriores a Fernando Sancho (2016), Tomas Milian (2017), Carlos Simi (2018), George Hilton (2019), Sergio Sollima (2020), Ennio Morricone (2021), Bud Spencer (2022), Joaquín Luis y Rafael Romero Marchent (2023) y Sergio Leone (2024). Todos ellos tienen una lápida de honor en el cementerio construido para estos premios en el pueblo occidental de Oasys MiniHollywood.